# Pod światło
Pod światło – drugi studyjny, solowy album polskiego wykonawcy poezji śpiewanej Grzegorza Turnaua, wydany w 1993 roku przez Pomaton EMI. Nagranie zrealizowano w Studio Dworek Białoprądnicki w Krakowie, od marca do maja 1993 roku. 
Na płycie znajduje się trzynaście piosenek. Do wszystkich muzykę napisał Turnau. Autorką tekstów do pięciu utworów jest Ewa Lipska, do dwóch sam Turnau (trzeci - "Cichosza" wraz z Michałem Zabłockim). Piosenki: "Trąbki" oraz "Gdy kwitnie żonkil" Turnau wykonuje w duecie z Beatą Rybotycką. Wśród utworów na płycie znajdują się jedne z najbardziej znanych utworów artysty, jak: "Cichosza", " Kawałek cienia" czy "Pamięć". 
Do dwóch piosenek ("Cichosza" oraz "Pamięć") zostały zrealizowane teledyski w reżyserii Michała Zabłockiego, których głównym bohaterem jest ta sama rysunkowa, charakterystyczna postać.
Płyta została opatrzona następującym tekstem Piotra Skrzyneckiego: 

Z Marka Aureliusza:

Człowiek to zgnilizna, woda, proch, kość, smród. A marmur - to ziemia stwardniała. A złoto i srebro - to osad ziemi. A suknia - to włosy zwierzęce. A purpura - to krew. (...) A jeśli piosenki to dla nas piosenki Grzegorza Turnaua.

Posłuchajcie zatem słów pocieszenia i czułości.

Posłuchajcie o tym jak bardzo wiele mamy lat,

o trąbkach na akacji,

o wielkim odkrywcy wyobraźni,

o aniołach więdnących na drzewach,

o cieniu i o świetle.

I bądźcie dobrej myśli, jak mawiał Marek Aureliusz.

W 1997 album uzyskał certyfikat złotej płyty.

## Lista utworów
| 1.  | „Krótka bajka”                                                                | 4:05  |
|     | - Ewa Lipska – słowa                                                          |       |
| 2.  | „Trąbki”                                                                      | 3:19  |
|     | - Ewa Lipska – słowa - Duet z Beatą Rybotycką                                 |       |
| 3.  | „Wielki Odkrywco Wyobraźni”                                                   | 2:33  |
|     | - Ewa Lipska – słowa                                                          |       |
| 4.  | „W miasteczku anioły”                                                         | 2:04  |
|     | - Kazimierz Mikulski – słowa                                                  |       |
| 5.  | „Sowa”                                                                        | 3:01  |
|     | - Konstanty Ildefons Gałczyński – słowa                                       |       |
| 6.  | „Tak samo”                                                                    | 2:26  |
|     | - Ewa Lipska – słowa                                                          |       |
| 7.  | „Gdy kwitnie żonkil”                                                          | 1:33  |
|     | - e. e. cummings – słowa (tłum. Stanisław Barańczak) - Duet z Beatą Rybotycką |       |
| 8.  | „Pamięć”                                                                      | 4:26  |
|     | - Grzegorz Turnau – słowa                                                     |       |
| 9.  | „Rozmowa z kobietą bez twarzy”                                                | 2:12  |
|     | - Michał Zabłocki – słowa                                                     |       |
| 10. | „Cichosza”                                                                    | 3:15  |
|     | - Michał Zabłocki – słowa - Grzegorz Turnau – słowa                           |       |
| 11. | „Kawałek cienia”                                                              | 5:29  |
|     | - Grzegorz Turnau słowa                                                       |       |
| 12. | „Rzeźbione zmierzchem”                                                        | 2:21  |
|     | - Kazimierz Mikulski – słowa                                                  |       |
| 13. | „Dotąd doszliśmy”                                                             | 2:41  |
|     | - Ewa Lipska – słowa                                                          |       |
|     |                                                                               | 39:25 |
|     |                                                                               |       |

## Wykonawcy
- Grzegorz Turnau – muzyka, śpiew, fortepian
- Beata Rybotycka – śpiew
- Maryna Barfuss – flet
- Sławomir Berny – perkusja
- Paweł Dalach – saksofony
- Robert Hobrzyk – gitara akustyczna
- Adam Moszumański – wiolonczela, gitara basowa
- Mariusz Pędziałek – obój
- Michał Półtorak – pierwsze skrzypce
- Mariusz Ziętek – waltornia

Marek Suberlak – realizacja nagrań. Autorem opracowania graficznego okładki jest Krzyś Koszewski.